# Pseudoamolops
Pseudoamolops és un gènere de granotes de la família Ranidae.

## Taxonomia
- Pseudoamolops multidenticulatus (Chou & Lin, 1997).
- Pseudoamolops sauteri (Boulenger, 1909).